# Trần Tuyên Đế
Trần Tuyên Đế (chữ Hán: 陳宣帝, 530–582), tên húy là Trần Húc (giản thể: 陈顼; phồn thể: 陳頊; bính âm: Chén Xù), hay Trần Đàm Húc (陳曇頊), tên tự Thiệu Thế (紹世), tiểu tự Sư Lợi (師利), là một hoàng đế của triều Trần thời Nam-Bắc triều trong lịch sử Trung Quốc. Ông đoạt lấy hoàng vị từ chất tôn Trần Bá Tông vào năm 569 và sau đó cai trị quốc gia trong 13 năm. Ông được đánh giá là một vị quân chủ tài năng và mẫn cán, từng tiến đánh sang Bắc Tề. Sau khi Bắc Tề bị Bắc Chu thôn tính vào năm 577, Nam triều Trần bị dồn vào thế bất lợi, và để mất các lợi ích từng giành được từ Bắc Tề trước đó. Trần Tuyên Đế qua đời vào năm 582, trao lại quốc gia cho nhi tử bất tài Trần Thúc Bảo, và đến năm 589, Nam triều Trần đã bị triều Tùy tiêu diệt.

## Bối cảnh
Trần Húc sinh năm 530, là thứ tử của Trần Đạo Đàm (陳道譚)- Đông cung trực cáp tướng quân của triều Lương. Trần Đạo Đàm qua đời trong lúc bảo vệ kinh thành Kiến Khang trước phản tướng Hầu Cảnh. Sau khi Đài thành thất thủ vào năm 549, người anh cả của Trần Húc là Trần Thiến và em trai là Trần Xương đã bị Hầu Cảnh bắt giữ, lý do là vì Trần Bá Tiên (phụ thân của Trần Xương) thống lĩnh quân lính chống lại Hầu Cảnh. Năm 551, với sự giúp sức của Trần Bá Tiên, tướng Vương Tăng Biện đã đánh bại Hầu Cảnh và tái chiếm Kiến Khang. Tiêu Dịch xưng đế tại Giang Lăng (江陵, nay thuộc Kinh Châu, Hồ Bắc), tức Lương Nguyên Đế, giao Vương Tăng Biện trấn thủ Kiến Khang, còn Trần Bá Tiên được sắp xếp trấn thủ Kinh Khẩu (京口, nay thuộc Trấn Giang, Giang Tô). Sau đó, Lương Nguyên Đế cho triệu Trần Xương và Trần Húc đến Giang Lăng để phụng sự trong triều (và cũng để làm con tin). Cả hai người đều có các chức vụ bậc trung. Lương Nguyên Đế gả sanh nữ của mình- Liễu Kính Ngôn- cho Trần Húc. Trần Húc trước đó đã có nguyên phối là Tiền thị, kết hôn khi ông đang ở quận Nghĩa Hưng (義興, nay gần tương ứng với Hồ Châu, Chiết Giang) quê nhà, song Tiền thị không theo ông đến Giang Lăng.
Năm 554, kình địch Tây Ngụy công chiếm Giang Lăng, và hành quyết Lương Nguyên Đế vào khoảng tết năm 555. Trần Húc và Trần Xương bị quân Tây Ngụy đưa đến Trường An với thân phận tù nhân, trong khi Liễu Kính Ngôn và nhi tử Trần Thúc Bảo của họ bị bỏ lại ở Nhương Thành (穰城, nay thuộc Nam Dương, Hà Nam). Năm 557, Trần Bá Tiên đã buộc Lương Kính Đế phải thiện nhượng cho mình, trở thành Trần Vũ Đế, khởi đầu triều đại Trần. Anh trai cả của Trần Húc- Trần Thiến- được phong tước Lâm Xuyên vương. Trần Vũ Đế cũng truy tôn đại huynh- Trần Đạo Đàm- là Thủy Hưng Chiêu Liệt vương, cho Trần Thiến kế tập tước Thủy Hưng vương của phụ thân trong khi Trần Húc đang bị Tây Ngụy giam giữ.
Trần Vũ Đế qua đời vào năm 559, do Trần Xương khi đó vẫn bị giam ở Trường An, Trần Thiến đã đăng cơ làm hoàng đế, tức Văn Đế. Do Trần Húc không có mặt để cúng tế phụ thân Trần Đạo Đàm, Văn Đế đã cho nhị tử Trần Bá Mậu của mình kế tập tước Thủy Hưng vương, cải phong tước hiệu của Trần Húc thành An Thành vương. Năm 560, chính quyền kế thừa của Tây Ngụy- Bắc Chu- bắt đầu thương lượng với Trần, đề xuất trao trả Trần Húc. Năm 562, sau khi Trần Văn Đế trao thành Lỗ Sơn (魯山, nay thuộc Vũ Hán, Hồ Bắc) cho Bắc Chu để trao đổi, Trần Húc đã được phép trở về Trần. Ban đầu, Liễu Kính Ngôn và Trần Thúc Bảo chưa được phép trở về, song sau khi có thêm các cuộc thương lượng, họ cũng được trở về Trần. Trần Húc cũng nghênh tiếp nguyên phối Tiền thị đến phủ của mình, song do vương phi Liễu Kính Ngôn có xuất thân danh giá khi là nữ nhi của một công chúa Lương nên vẫn là chính thất.

## Dưới thời Trần Văn Đế
Trần Húc nhanh chóng trở thành một cận thần của người anh trai Trần Văn Đế. Giả dụ như vào mùa xuân năm 562, khi quân phiệt Chu Địch nổi dậy, thoạt đầu Văn Đế đã phái tướng Ngô Minh Triệt (吳明徹) di đánh dẹp, song đến khi Ngô Minh Triệt không thể đánh bại Chu Địch, Văn Đế đã cử Trần Húc thống lĩnh tướng sĩ thay thế Ngô Minh Triệt. Trong vài năm sau đó, Trần Húc tiếp tục được thăng chức, song ông cũng tạm thời bị tước một vài chức vụ vào năm 565, khi một thuộc hạ Bào Tăng Duệ (鮑僧叡) ỷ vào quan hệ với ông mà thực hiện hành vi không thích hợp.
Đến mùa xuân năm 566, Trần Văn Đế lâm bệnh trọng, Trần Húc cùng với các cận thần khác gồm Đáo Trọng Cử (到仲舉), Khổng Hoán (孔奐), Viên Xu (袁樞), và Lưu Sư Chi (劉師之), đã đến diện kiến. Văn Đế cho rằng Thái tử Trần Bá Tông có tính nhu nhược nên đã quyết định truyền hoàng vị cho Trần Húc, song Trần Húc đã khóc lóc thảm thiết và từ chối, ý định này cũng bị Đáo và Khổng phản đối. Văn Đế đã qua đời ngay sau đó, Trần Bá Tông đăng cơ kế vị, tức Trần Phế Đế.

## Dưới thời Trần Phế Đế
Mặc dù Trần Bá Tông đã trở thành hoàng đế, song quyền lực trên thực tế bị phân chia giữa Trần Húc, Đáo Trọng Cử và Lưu Sư Chi, và cả ba người đều vào ở trong cung, xử lý các vấn đề hệ trọng. Lưu Sư Chi lo sợ vị thế hoàng thúc của Trần Húc nên ngay sau đó đã lập mưu loại trừ Trần Húc. Lưu Sư Chi lệnh cho Ân Bất Nịnh (殷不佞) báo với Trần Húc rằng ông nên rời cung để xử lý các vấn đề của Dương châu (揚州)- châu bao gồm kinh thành mà Trần Húc làm thứ sử. Khi Trần Húc định làm vậy, Mao Hỉ (毛喜) và Ngô Minh Triệt (吳明徹) đã thuyết phục ông nên ở lại trong cung. Do đó, Trần Húc đã mời Lưu Sư Tri đến một cuộc hội họp. Trong khi cuộc họp vẫn đang tiến hành, Trần Húc đã lệnh cho Mao Hỉ đi chứng thực rằng Thẩm thái hậu và Trần Bá Tông không lệnh bắt Trần Húc phải rời cung. Khi Mao Hỉ chứng thực được chuyện này, Trần Húc đã bắt Lưu Sư Tri và buộc người này phải tự sát, trong khi biếm chức Đáo Trọng Cử. Từ thời điểm này trở đi, triều đình do Trần Húc kiểm soát.
Lo sợ trước những gì sẽ xảy ra sau đó, Đáo Trọng Cử và tướng Hàn Tử Cao (韓子高) đã nghĩ đến việc có hành động chống lại Trần Húc, song trước khi họ có thể tiến hành bất cứ hành động nào, Trần Húc đã được báo tin về âm mưu, và ông cho bắt giữ họ và sau đó buộc Trần Bá Tông phải ban thánh chỉ lệnh cho họ phải tự sát. Em trai Trần Bá Tông- Thủy Hưng vương Trần Bá Mậu- là người mà Trần Húc cho là đã tham dự vào cả hai âm mưu của Lưu Sư Tri và của Đáo Trọng Cử, cũng bị bãi các chức vụ trong triều.
Cái chết của Lưu Sư Tri và Hàn Tử Cao- cả hai đều là thân tín của Trần Thiến- đã khiến Hoa Kiểu (華皎) thứ sử của Tương châu (湘州, nay là trung bộ Hồ Nam) lo sợ. Đến hè năm 567, Hoa Kiểu đã hàng Bắc Chu và chư hầu Tây Lương của Bắc Chu. Trần Húc đã phái Ngô Minh Triệt và Thuần Vu Lượng (淳于量) suất một hạm đội đi đánh liên quân Hoa Kiểu-Bắc Chu-Tây Lương. Hai bên trạm chán tại Độn Khẩu (沌口, nay thuộc Vũ Hán, Hồ Bắc). Ngô Minh Triệt và Thuần Vu Lượng đã có thể đâm chìm hạm đội của Hoa Kiểu, Bắc Chu và Tây Lương, khiến liên quân sụp đổ. Hoa Kiểu và tướng Vũ Văn Trực (宇文直) của Bắc Chu chạy đến đô thành Giang Lăng (江陵, nay thuộc Kinh Châu, Hồ Bắc) của Tây Lương, trong khi tướng Nguyên Định (元定) của Bắc Chu thì bị bắt. Ngô Minh Triệt sau đó đã tiến hành vây hãm Giang Lăng vào xuân năm 568, song đã không thể chiếm được thành và đã buộc phải triệt thoái.
Trong khi đó, Trần Húc nhận được các tước hiệu và chức vụ cao hơn. Vào đông năm 568, Trần Húc đã ban một chiếu chỉ nhân danh Chương thái hoàng thái hậu, vu cáo Trần Bá Tông là một phần trong âm mưu của Lưu Sư Tri và Hoa Kiểu. Chiếu chỉ còn nói rằng Văn Đế đã biết Trần Bá Tông bất tài, và rằng ý nguyện trao hoàng vị cho Trần Húc của Văn Đế phải được thực hiện. Trần Bá Tông bị phế truất và bị giáng làm Lâm Hải vương, trong khi Trần Bá Mậu bị giáng làm Ôn Ma hầu và sau đó bị ám sát.

## Thời gian trị vì đầu
Trần Húc đã để trống hoàng vị trong hơn một tháng, song cuối cùng đã đăng cơ vào xuân năm 569, trở thành Trần Tuyên Đế. Ông giáng Chương thái hoàng thái hậu làm thái hậu, và giáng Thẩm thái hậu làm Hoàng tẩu Văn hoàng hậu. Tuyên Đế phong vương phi Liễu Kính Ngôn của mình làm hoàng hậu và lập thế tử Trần Thúc Bảo của mình làm thái tử. Các nhi tử của Trần Văn Đế tiếp tục được giữ tước vương và có các chức vụ quan trọng, song không ai có quyền lực đặc biệt lớn.
Đến thu năm 569, nghi ngờ rằng Âu Dương Hột- thứ sử của Quảng châu (廣州, trị sở nay gần tương ứng với Quảng Châu, Quảng Đông) sẽ nổi dậy, Tuyên Đế đã cho triệu Âu Dương Hột hồi kinh. Âu Dương Hột nghi ngờ về mục đích của Tuyên Đế nên đã từ chối phụng lệnh và nổi dậy. Tuyên Đế đã phái Từ Kiệm (徐儉)- nhi tử của Từ Lăng (徐陵)- đi thuyết phục Âu Dương Hột hồi tâm chuyển ý, song Âu Dương Hột đã không động lòng. Sau đó, Tuyên Đế phái tướng Chương Chiêu Đạt (章昭達) đem quân đi đánh Âu Dương Hột. Đến xuân năm 570, Chương Chiêu Đạt bắt được Âu Dương Hột và giải người này đến Kiến Khang, sau đó Âu Dương Hột bị xử trảm. Chương Chiêu Đạt phấn kích trước chiến thắng này nên đã tiếp tục tấn công kinh thành Giang Lăng của Tây Lương, song cuối cùng đã bị tướng Lục Đằng (陸騰) của Bắc Chu đánh bại và buộc phải triệt thoái. Tuy nhiên, Trần và Bắc Chu về đại cục vẫn có quan hệ hòa bình, thường xuyên trao đổi sứ thần, tạo thành một liên minh chống Bắc Tề.
Đến xuân năm 573, Tuyên Đế đã quyết tâm đánh Bắc Tề, song đến khi thảo luận vấn đề với các quan lại và tướng lĩnh, họ đã chia rẽ về quan điểm. Tuyên Đế nghe theo ý của Từ Lăng nên đã chọn Ngô Minh Triệt thống lĩnh tướng sĩ, Bùi Kị (裴忌) và Hoàng Pháp Cù (黄法氍) làm phó tướng. Quân của Ngô Minh Triệt đã nhanh chóng tiến đánh Bắc Tề, và đến mùa hè năm 573 thì đã đoạt được hầu hết lãnh thổ giữ Trường Giang và Hoài Hà. Đến thu năm 573, Ngô Minh Triệt đã tiến hành bao vây thành Thọ Dương (壽陽, nay thuộc Lục An, An Huy), và sau đó đã chiếm được thành, bắt và hành quyết tướng lĩnh Bắc Tề trấn thủ thành, và cựu tướng Vương Lâm của Lương. Toàn bộ lãnh thổ nằm giữa Trường Giang và Hoài Hà nay đều nằm trong tay Trần. Tuyên Đế rất hài lòng trước chiến thắng này, và trong một buổi lễ long trọng, Tuyên Đế đã phong thưởng nhiều cho Ngô Minh Triệt. Ông cũng cho bêu thủ cấp của Vương Lâm trước cổng thành Kiến Khang, song đến khi Chu Sướng (朱瑒) chỉ ra rằng Vương Lâm là một tướng trung thành với Lương và do vậy nên được tôn trọng, Tuyên Đế đã cho đem thủ cấp của Vương Lâm đi an táng toàn thây. Trong những năm sau đó, Trần tiếp tục thực hiện các cuộc tấn công nhỏ chống lại Bắc Tề.

## Thời gian trị vì cuối
Đến đông năm 576, Bắc Chu Vũ Đế tiến hành tấn công trên quy mô lớn nhằm vào Bắc Tề, nhanh chóng chiếm được bồi đô Tấn Dương (晉陽, nay thuộc Thái Nguyên, Sơn Tây) và kinh đô Nghiệp Thành của Bắc Tề. Ngay sau đó, quân Bắc Chu bắt được Bắc Tề Hậu Chủ và thôn tính hầu hết lãnh thổ Bắc Tề vào xuân năm 577.
Trong khi đó, Tuyên Đế cho rằng mình có thể đoạt lấy một phần lãnh thổ của Bắc Tề sau chiến thắng của Bắc Chu, và phái Ngô Minh Triệt tiến quân về phía bắc. Đến mùa đông năm 577, Ngô Minh Triệt bao vây Bành Thành (彭城, nay thuộc Từ Châu, Giang Tô), Tuyên Đế tin chắc rằng Ngô Minh Triệt có thể sớm đoạt được lãnh thổ phía nam Hoàng Hà. Khi được Thái Cảnh Lịch (蔡景歷) cảnh báo, Tuyên Đế trở nên rất khó chịu và đã biếm chức Thái Cảnh Lịch làm một thái thú. Đến xuân năm 578, tướng Vương Quỹ (王軌) của Bắc Chu đã đè bẹp hoàn toàn quân của Ngô Minh Triệt, bản thân Ngô Minh Triệt bị bắt. Hối tiếc trước hành động của mình, Tuyên Đế đã triệu hồi Thái Cảnh Lịch về kinh. Do ý chí của thần dân bị lay động trước thất bại lớn này, vào thu năm 578, Tuyên Đế đã tổ chức một buổi lễ trong đó các hạ thần phải tái xác nhận lòng trung quân ái quốc của họ.
Vào đông năm 579, Bắc Chu Tuyên Đế đã phái Vi Hiếu Khoan (韋孝寬) thống lĩnh tướng sĩ tấn công Trần. Trần Tuyên Đế đã huy động quân sĩ để kháng cự. Tuy nhiên, quân Trần đã không thể chống lại các cuộc tấn công của Bắc Chu, và toàn bộ các thành mà Trần giành được từ Bắc Tề trước đó đã nhanh chóng thất thủ. Đến tết năm 580, gần như toàn bộ lãnh thổ ở bờ bắc Trường Giang đã rơi vào tay Bắc Chu, dẫn đến một làn sóng người tị nạn lớn vượt Trường Giang sang lãnh thổ Trần.
Vào mùa hè năm 580, Bắc Chu Tuyên Đế đột ngột qua đời, nhạc phụ Dương Kiên trở thành người nhiếp chính. Khi tướng Uất Trì Huýnh đã nổi dậy chống lại Dương Kiên, các tướng Tư Mã Tiêu Nan (司馬消難) và Vương Khiêm (王謙) cũng tham gia với Uất Trì Huýnh. Tư Mã Tiêu Nan cai quản Huân châu (勛州, nay gần tương ứng với Hiếu Cảm, Hồ Bắc) và chín châu xung quanh, ngay sau đó đã hàng Trần và thỉnh cầu cứu viện. Trần Tuyên Đế đã phái các tướng Phàn Nghị (樊毅), Nhâm Trung (任忠), và Trần Huệ Kỉ (陳慧紀) dẫn quân đi đánh các châu miền nam của Bắc Chu để cứu viện Tư Mã Tiêu Nan. Tuy nhiên, Vi Hiếu Khoan đã nhanh chóng đánh bại Uất Trì Huýnh, buộc Uất Trì Huýnh phải tự sát, còn quân của Tư Mã Tiêu Nan thì sụp đổ. Tư Mã Tiêu Nan buộc phải chạy sang lãnh thổ của Trần, và toàn bộ lãnh thổ người này kiểm soát rơi vào tay Bắc Chu.
Mùa xuân năm 582, Trần Tuyên Đế qua đời. Sau một nỗ lực thất bại của thứ tử Trần Thúc Lăng (陳叔陵), liên minh với ngũ tử Trần Bá Cố (陳伯固) của Trần Văn Đế nhằm soán ngôi, Thái tử Thúc Bảo đăng cơ kế vị.

## Gia đình

### Thê thiếp
- Liễu Kính Ngôn (柳敬言), sinh Thúc Bảo, sau khi Trần Húc tức vị, được lập làm hoàng hậu.
- Tiền quý phi, nguyên phối, sinh Thúc Hiến
- Bành quý nhân, sinh Thúc Lăng
- Tào thục hoa, sinh Thúc Anh
- Hà thục nghi, sinh Thúc Kiên và Thúc Minh
- Ngụy chiêu dung, sinh Thúc Khanh
- Viên chiêu dung, sinh Thúc Văn, Thúc Đạt và Thúc Thản
- Lưu chiêu nghi, sinh Thúc Tề
- Vương tu hoa, sinh Thúc Ngu
- Vi tu dung, sinh Thúc Bình
- Thân tiệp dư, sinh Trần Thúc, Thúc Trừng, Thúc Thiều và Thúc Khuông
- Vương cơ, sinh Thúc Bưu và Thúc Hùng
- Ngô cơ, sinh Thúc Trọng
- Từ cơ, sinh Thúc Nghiễm
- Thuần Vu cơ, sinh Thúc Thận
- Thi cơ, sinh Thúc Ngao, Thúc Hưng và Tuyên Hoa
- Tăng cơ, sinh Thúc Tuyên
- Dương cơ, sinh Thúc Mục
- Viên cơ, sinh Thúc Thuần
- Ngô cơ, sinh Thúc Mô
- Lưu cơ, sinh Thúc Hiển
- Tần cơ, sinh Thúc Long và Thúc Vinh

### Nhi tử
1. Trần Hậu Chủ Trần Thúc Bảo (陳叔寶), tự Nguyên Tú (元秀)
2. Thủy Hưng vương Trần Thúc Lăng (陳叔陵), tự Tử Tung (子嵩)
3. Dự Chương vương Trần Thúc Anh (陳叔英), tự Tử Liệt (子烈)
4. Trường Sa vương Trần Thúc Kiên (陳叔堅), tự Tử Thành (子成)
5. Kiến An vương Trần Thúc Khanh (陳叔卿), tự Tử Bật (子弼)
6. Nghi Đô vương Trần Thúc Minh (陳叔明), tự Tử Chiêu (子昭)
7. thất tử yểu chiết
8. bát tử yểu chiết
9. Hà Đông vương Trần Thúc Hiến (陳叔獻), tự Tử Cung (子恭)
10. thập tử yểu chiết
11. Tân Thái vương Trần Thúc Tề (陳叔齊), tự Tử Túc (子肅)
12. Tấn Hi vương Trần Thúc Văn (陳叔文), tự Tử Tài (子才)
13. Hoài Nam vương Trần Thúc Bưu (陳叔彪), tự Tử Hoa (子華)
14. Thủy Hưng vương Trần Thúc Trọng (陳叔重), tự Tử Hậu (子厚)
15. Tầm Dương vương Trần Thúc Nghiễm (陳叔儼), tự Tử Tư (子思)
16. Nhạc Dương vương Trần Thúc Thận (陳叔慎), tự Tử Kính (子敬)
17. Nghĩa Dương vương Trần Thúc Đạt (陳叔達), tự Tử Thông (子聰)
18. Ba Sơn vương Trần Thúc Hùng (陳叔雄), tự Tử Mãnh (子猛)
19. Vũ Xương vương Trần Thúc Ngu (陳叔虞), tự Tử An (子安)
20. Tương Đông vương Trần Thúc Bình (陳叔平), tự Tử Khang (子康)
21. Lâm Hạ vương Trần Thúc Ngao (陳叔敖), tự Tử Nhân (子仁)
22. Dương Sơn vương Trần Thúc Tuyên (陳叔宣), tự Tử Thông (子通)
23. Tây Dương vương Trần Thúc Mục (陳叔穆) tự Tử Hòa (子和)
24. Nam An vương Trần Thúc Kiệm (陳叔儉), tự Tử Ước (子約)
25. Nam quận vương Trần Thúc Trừng (陳叔澄), tự Tử Tuyền (子泉)
26. Nguyên Lăng vương Trần Thúc Hưng (陳叔興), tự Tử Thôi (子推)
27. Nhạc Sơn vương Trần Thúc Thiều (陳叔韶), tự Tử Khâm (子欽)
28. Tân Hưng vương Trần Thúc Thuần (陳叔純), tự Tử Cộng (子共)
29. Ba Đông vương Trần Thúc Mô (陳叔謨), tự Tử Quỹ (子軌)
30. Lâm Giang vương Trần Thúc Hiển (陳叔顯), tự Tử Minh (子明)
31. Tân Hội vương Trần Thúc Thản (陳叔坦), tự Tử Khai (子開)
32. Tân Ninh vương Trần Thúc Long (陳叔隆), tự Tử Viễn (子遠)
33. Tân Xương vương Trần Thúc Vinh (陳叔榮), tự Tử Triệt (子徹)
34. Thái Nguyên vương Trần Thúc Khuông (陳叔匡), tự Tử Tá (子佐)

Trần Tuyên Đế có tổng cộng 42 nhi tử. Tám hoàng tử còn lại là Trần Thúc Duệ (陳叔叡), Trần Thúc Trung (陳叔忠), Trần Thúc Hoằng (陳叔弘), Trần Thúc Nghị (陳叔毅), Trần Thúc Huấn (陳叔訓), Trần Thúc Vũ (陳叔武), Trần Thúc Xử (陳叔處), Trần Thúc Phong (陳叔封). Đến khi Trần diệt vong, tám hoàng tử này vẫn chưa thành niên, chưa được phong tước.

### Nhi nữ
- Ninh Viễn công chúa, mẫu thân là Thi cơ, về sau là Tần phi của Tùy Văn Đế. Trong "Gia Thái Ngô Hưng chí" (嘉泰吳興志)[2] thời Nam Tống, bà được gọi là đệ thập tứ nữ, con gái thứ 14.
- mỗ nữ, muội của Trần Thúc Bảo. Sau khi Trần diệt vong, bà trở thành thiếp của Hạ Nhược Bật (賀若弼)[3]
- Lâm Xuyên trưởng công chúa, mẫu thân là Tăng mĩ nhân, đệ nhị thập tứ nữ, về sau trở thành Hoằng Chính phu nhân của Tùy Văn Đế. Thông tin của bà thấy trong "Gia Thái Ngô Hưng chí"[2], không rõ có phải là cùng một người với Ninh Viễn công chúa hay không.
- Vũ Thành công chúa, mẫu thân là Ngô phi (Ngô thái phi), thấy trong "Gia Thái Ngô Hưng chí"[2].
- Nhạc Xương công chúa, chính sử không ghi, thấy trong "Bản sự thi" (本事詩) và "Lưỡng Kinh tân ký" (兩京新記). Hạ giá cho Từ Đức Ngôn (徐德言), nhân vật chính trong điển tích "Phá kính trọng viên" (破镜重圆).